# Sotteville-lès-Rouen
 Sotteville-lès-Rouen  es una población y comuna francesa, en la región de Normandía, departamento de Sena Marítimo, en el distrito de Ruan. Es el chef-lieu de dos cantones: Sotteville-lès-Rouen-Est y Ouest.

## Demografía
| 3 000                     | 1 806 | 3 107 | 3 710 | 3 912 | 3 926 | 3 971 | 3 993 | 4 960 | 8 851 | 8 890 | 10 630 | 10 592 | 11 763 | 13 092 | 15 304 | 16 384 | 17 192 | 18 535 | 19 042 | 21 026 | 22 614 | 23 364 | 24 854 | 26 657 | 18 469 | 25 625 | 33 443 | 34 495 | 31 659 | 30 558 | 29 544 | 29 553 | 30 392 |
| (Fuente: INSEE y Cassini) |       |       |       |       |       |       |       |       |       |       |        |        |        |        |        |        |        |        |        |        |        |        |        |        |        |        |        |        |        |        |        |        |        |